# 骆马湖
骆马湖，又名乐马湖、洛马湖、马乐湖等，旧作落马，是中国江苏中部的一个湖泊，位于宿迁市西北部，处于徐州市和宿迁市的结合部，总面积375平方公里，为江苏省四大淡水湖之一。是调蓄沂、沭、泗洪水的大型防洪蓄水水库。
2010年5月媒体爆出骆马湖因谐音“落马”犯了忌讳而被改名的事件，而徐州新沂境内的骆马湖已改名“龙马湖”，这也遭到了很多当地人士的反对。

## 技术概况
为构造型湖泊。原始基底是地堑式的陷落盆地，湖东贯穿南北的是郯庐深大断裂，湖西还有一组南北向的断裂构造。
骆马湖湖底一般高程19米，一线控制水面积375平方公里，库容9亿立方米，设计防洪水位23.5米；二线控制水面积432平方公里。死水位20.5米，汛限水位22.5米，正常蓄水位23.0米，设计洪水位25.0米，库容15亿立方米。校核洪水位26.0米。多年日平均水位22.44米（洋河滩站水位，下同），历史最低水位17.85米（1978年7月1日），最高洪水位25.47米（1974年8月16日）。控制流域面积5.2万平方公里。
当蓄水位21.81米时，湖水面积为296平方公里，蓄水量达2.7亿立方米。最大宽度20公里，湖底高程18~21米，最大水深5.5米，大小岛屿60多个。
当蓄水位23.0米时，平均水深3.32米，最深等深线东南部水深5.5米，库容量为7.5亿平方米。

## 历史
南宋建炎二年（1128），黄河南徙夺徐州以下泗水和淮阴以下淮河干流入海后，成为沂河和中运河季节性滞洪区。湖名最早記載見於《宋史》：紹興元年（1131）四月「金將撻懶渡淮，屯宿遷縣馬樂湖。」。元、明以后，泗水逐渐淤浅，骆马湖开始潴蓄沂洪。“天启年间，骆马湖夏秋遇潦，湖面横亘二十余里，已汇成汪洋大湖。”清咸丰五年（1855）黄河北徙，原河道形成今日废黄河，泗、沂、沭诸河失去入淮通道，泗水逐渐潴积为今日的南四湖并以中运河为泄水尾闾，沂水则潴水为骆马湖。
1949年汛期淮河大洪水后，开工导沂整沭工程，骆马湖确定为临时蓄洪水库，设计防洪水位23米，蓄水9亿立方米。沂河临沂最大洪峰为6000立方米每秒，泗水来量为500～1000立方米每秒。经骆马湖、黄墩湖临时拦蓄后，分别由嶂山排入新沂河1500立方米每秒，中运河和六塘河各排500立方米每秒。为此，培修加固了18.4公里骆马湖南堤（原中运河左堤），抢筑皂河束水坝以控制骆马湖下泄中运河的流量，并进行嶂山切岭使沂泗洪水直接从新沂河入海。沂、沭二河方有了各自入海的河道，即新沂河及新沭河。新沂河入江苏后，入骆马湖，再出嶂山闸，经沭阳、燕尾港，在灌河口入海。还可从皂河闸和宿迁闸泄洪入中运河。1950年代还有杨河滩闸泄洪入总六塘河。
1952年6月，皂河束水坝废坝改建节制闸和船闸、建成六塘河杨河滩节制闸，初步建成了汛期拦洪、汛后退水种麦，实行“一水一麦”的皂河控制工程（称一线控制）。 
1957年大洪水迫使黄墩湖破堤蓄洪，骆马湖杨河滩最高水位达23.15米，超过设计水位0.15米。皂河闸、杨河滩闸超标准泄洪。汛后按照“一湖蓄水、两湖调洪、三级控制”的治理原则，骆马湖改为常年拦洪蓄水库，黄墩湖为非常滞洪水库，兴建宿迁大控制，形成三级水位。1957年冬至1958年6月，兴建了宿迁节制闸及船闸、六塘河闸和六塘河拦河坝。1961年4月建成了嶂山闸，还建了骆马湖北堤和西堤。至此，宿迁大控制基本形成（亦称二线控制），坝顶高程28米，骆马湖成为常年防洪蓄水水库，骆马湖湖底高程为18～21米，当湖水位23米时，库容9亿立方米。当骆马湖水位超过24.5米时，从一线控制退守二线控制，湖水位25米时，库容15亿立方米。1963年、1974年两次汛期大水退守宿迁大控制。